# کیم جونگ هون (بازیگر)
کیم جونگ هون (کره‌ای: 김정헌؛ زادهٔ ۳ مه ۱۹۸۷) بازیگر اهل کره جنوبی است. او در فیلم‌ها و مجموعه‌های تلویزیونی مختلفی بازی کرده‌است.

## فیلم‌شناسی

### فیلم
| سال  | عنوان                     | نقش               |
| ---- | ------------------------- | ----------------- |
| ۲۰۰۶ | آرانگ                     | کارآگاه           |
| ۲۰۰۷ | زوج کامل                  | پسر خوشتیپ        |
| ۲۰۰۸ | عتیقه                     | کارگر زیبا        |
| ۲۰۰۹ | پرواز                     | میزبان            |
| ۲۰۱۰ | بیا نزدیکتر               | دوست یونگ سو      |
| ۲۰۱۱ | ماما                      | مین هیوک          |
| ۲۰۱۲ | هویا                      | ایل کانگ          |
| ۲۰۱۴ | تیک اوت                   | یونگ مین          |
| ۲۰۱۴ | مان‌شین: ده هزار روح       | روح کوهستان       |
| ۲۰۱۵ | مأموریت، دزدیدن تاپ استار | هونگ مین وو       |
| ۲۰۱۷ | دندان و ناخن              | کارآگاه لی جین وو |